# SERPING1
SERPING1 (англ. Serpin family G member 1) – білок, який кодується однойменним геном, розташованим у людей на короткому плечі 11-ї хромосоми. Довжина поліпептидного ланцюга білка становить 500 амінокислот, а молекулярна маса — 55 154.
| 10         |  | 20         |  | 30         |  | 40         |  | 50         |
| ---------- |  | ---------- |  | ---------- |  | ---------- |  | ---------- |
| MASRLTLLTL |  | LLLLLAGDRA |  | SSNPNATSSS |  | SQDPESLQDR |  | GEGKVATTVI |
| SKMLFVEPIL |  | EVSSLPTTNS |  | TTNSATKITA |  | NTTDEPTTQP |  | TTEPTTQPTI |
| QPTQPTTQLP |  | TDSPTQPTTG |  | SFCPGPVTLC |  | SDLESHSTEA |  | VLGDALVDFS |
| LKLYHAFSAM |  | KKVETNMAFS |  | PFSIASLLTQ |  | VLLGAGENTK |  | TNLESILSYP |
| KDFTCVHQAL |  | KGFTTKGVTS |  | VSQIFHSPDL |  | AIRDTFVNAS |  | RTLYSSSPRV |
| LSNNSDANLE |  | LINTWVAKNT |  | NNKISRLLDS |  | LPSDTRLVLL |  | NAIYLSAKWK |
| TTFDPKKTRM |  | EPFHFKNSVI |  | KVPMMNSKKY |  | PVAHFIDQTL |  | KAKVGQLQLS |
| HNLSLVILVP |  | QNLKHRLEDM |  | EQALSPSVFK |  | AIMEKLEMSK |  | FQPTLLTLPR |
| IKVTTSQDML |  | SIMEKLEFFD |  | FSYDLNLCGL |  | TEDPDLQVSA |  | MQHQTVLELT |
| ETGVEAAAAS |  | AISVARTLLV |  | FEVQQPFLFV |  | LWDQQHKFPV |  | FMGRVYDPRA |
|            |  |            |  |            |  |            |  |            |

A: Аланін

C: Цистеїн

D: Аспарагінова кислота

E: Глутамінова кислота

F: Фенілаланін

G: Гліцин

H: Гістидин

I: Ізолейцин

K: Лізин

L: Лейцин

M: Метіонін

N: Аспарагін

P: Пролін

Q: Глутамін

R: Аргінін

S: Серин

T: Треонін

V: Валін

W: Триптофан

Кодований геном білок за функціями належить до інгібіторів протеаз, інгібіторів серинових протеаз. 
Задіяний у таких біологічних процесах як зсідання крові, гемостаз, імунітет, вроджений імунітет, шлях активації комплементу, фібриноліз. 
Секретований назовні.